# Òdena
Òdena és un municipi de la comarca de l'Anoia.

## Geografia
- Llista de topònims d'Òdena (Orografia: muntanyes, serres, collades, indrets..; hidrografia: rius, fonts...; edificis: cases, masies, esglésies, etc).

## Història
L'ocupació humana s'inicia els segles II i I aC, i la romanització va canviar el territori per l'explotació agrícola en vil·les. Els repobladors cristians es van organitzar en castells termenats i un fort control aristocràtic del territori pel perill musulmà. Es té constància del Kastro Muro de Odena des del 957, formant part d'un ampli sistema defensiu amb els castells de Tovos (Tous, 960), Monteboi (Montbui, 970), Claramonte (Claramunt, 986), Auripini (Orpí, 987), Audelino (Castellolí, 990) i Iorba (Jorba, 1012), tots ells comunicats visualment.
La campanya d'Almansor del 982 el va dur a Catalunya, on va conquerir el castell de Munt Fariq (el Castell del Far), a Llinars del Vallès de camí a Girona. De retorn va conquerir Wutina (Òdena).
Fou una baronia dels Cardona, la qual passà als Fernández de Córdoba, ducs de Medinaceli, fins a l'extinció de les senyories durant el segle xix.

## Política i administració

### Composició de la corporació municipal
| Eleccions municipals de 26 de maig de 2019 - Òdena                                                                          |                                     |                                     |                                     |       |          |          |
| Candidatura | Candidatura                         | Candidatura                         | Cap de llista                       | Vots  | Vots     | Regidors |
| | Fem Òdena-Acord Municipal           |                                     | Maria Sayavera i Seuba              | 788   | 41,04%   | 5 (+2)   |
| | Òdena Progrés - PSC                 |                                     | Francisco Guisado i Santana         | 688   | 35,83%   | 5 (-1)   |
| | Òdena a Fons - Avancem!             |                                     | Andreu Garcia i Sánchez             | 256   | 13,33%   | 1 (+1)   |
| | Altres candidatures                 |                                     |                                     | 158   | 8,23 %   | 0 ( -2)  |
| | Vots en blanc                       |                                     |                                     | 30    | 1,56%    |          |
| Total vots vàlids i regidors                                                                                                | Total vots vàlids i regidors        | Total vots vàlids i regidors        | Total vots vàlids i regidors        | 1920  | 100 %    | 11       |
| | Vots nuls                           | Vots nuls                           | Vots nuls                           | 14    | 0,72%    |          |
| Participació (vots vàlids més nuls)                                                                                         | Participació (vots vàlids més nuls) | Participació (vots vàlids més nuls) | Participació (vots vàlids més nuls) | 1934  | 70,74%** |          |
| Abstenció | Abstenció                           | Abstenció                           | Abstenció                           | 800*  | 29,26%** |          |
| Total cens electoral | Total cens electoral                | Total cens electoral                | Total cens electoral                | 2734* | 100 %**  |          |
| Alcalde: Maria Sayavera i Seuba (FÒ-AM) (2019), actualment Francisco Guisado Santano (2022) després d'una moció de censura. |                                     |                                     |                                     |       |          |          |
| Fonts: Ministeri de l'Interior. NacióDigital. (* No són vots sinó electors. ** Percentatge respecte del cens electoral.)    |                                     |                                     |                                     |       |          |          |

1. ↑  També hi participaren Junts per Òdena (121, 6,30%) i Veïns amb Veu (37 vots, 1,93%)
2. ↑  Junts per Òdena perd els dos regidors obtinguts l'any 2015 presentant-se com a Convergència i Unió

### Alcaldes
| Període     | Alcalde o alcaldessa                             | Partit polític | Data de possessió | Observacions |
| ----------- | ------------------------------------------------ | -------------- | ----------------- | ------------ |
| 1979–1983   | Joan Jovell Ferré / Joan Estruch Vallés          | PSC            | 19/04/1979        | --           |
| 1983–1987   | Joan Estruch Vallés                              | PSC            | 28/05/1983        | --           |
| 1987–1991   | Albert Mensa Rosich                              | PSC            | 30/06/1987        | --           |
| 1991–1995   | Albert Mensa Rosich                              | PSC            | 15/06/1991        | --           |
| 1995–1999   | Agustí Viñals Turull                             | CIU            | 17/06/1995        | --           |
| 1999–2003   | Agustí Viñals Turull                             | CIU            | 03/07/1999        | --           |
| 2003–2007   | Francisco Guisado Santano                        | PSC            | 14/06/2003        | --           |
| 2007–2011   | Francisco Guisado Santano                        | PSC            | 16/06/2007        | --           |
| 2011–2015   | Carles Casanova i Miranda i Pep Solé Vilanova    | ERC (CiU)      | 11/06/2011        | --           |
| 2015–2019   | Francisco Guisado Santano                        | PSC            | 13/06/2015        | --           |
| 2019-2023   | Maria Sayavera Seuba / Francisco Guisado Santano | ERC / PSC      | 15/06/2019        | --           |
| Des de 2023 | n/d                                              | n/d            | 17/06/2023        | --           |

## Demografia

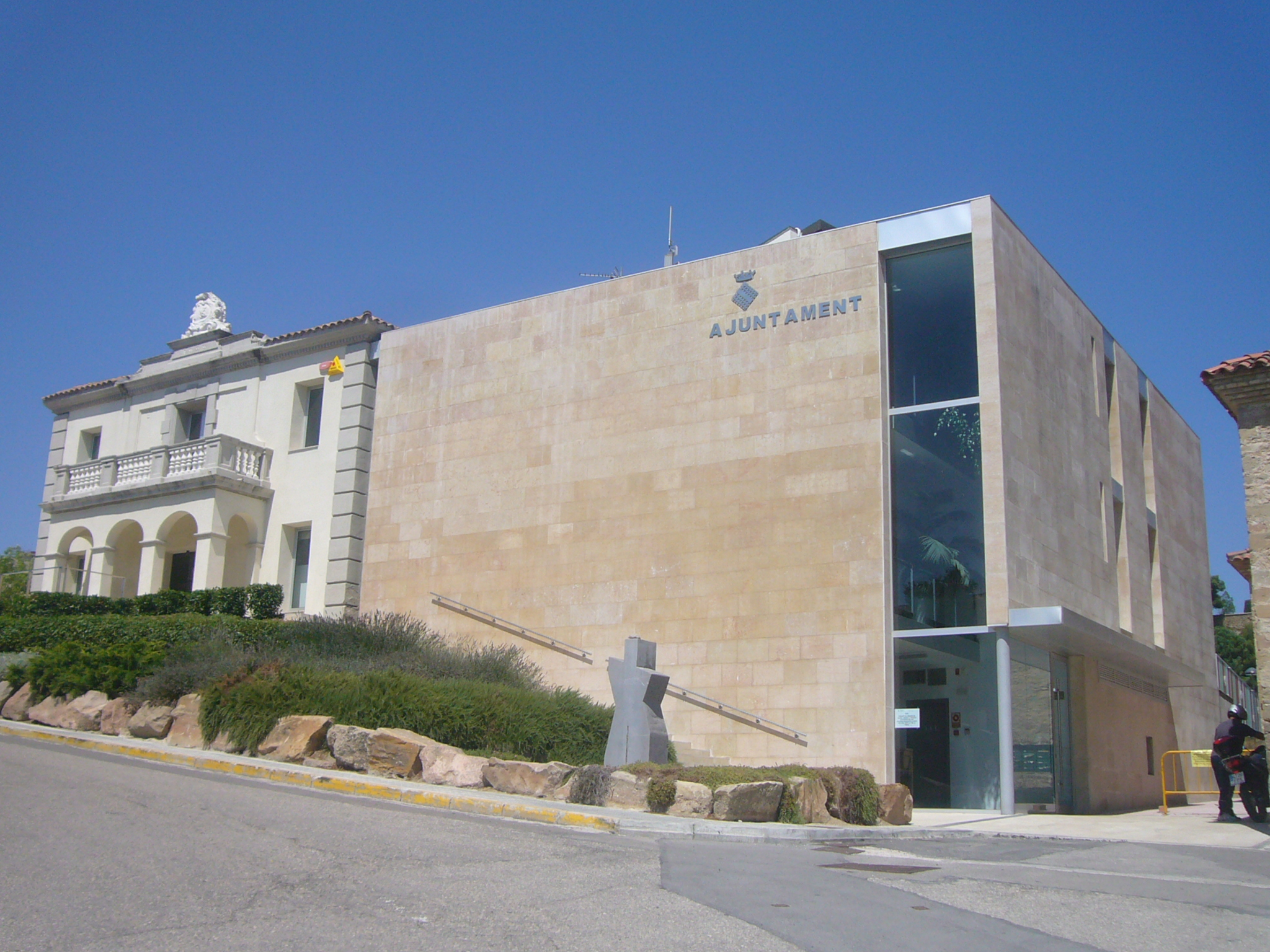
Ajuntament d'Òdena

| Entitat de població      | Habitants (2024) |
| Òdena                    | 1.571            |
| Pla, el                  | 1.436            |
| l'Espelt                 | 347              |
| Samuntà                  | 80               |
| les Casetes d’en Mussons | 78               |
| el Raval d'Aguilera      | 61               |
| Can Sabater              | 46               |
| la Font d'en Masarnau    | 36               |
| Can Soler                | 22               |
| el Bosc Gran             | 18               |
| Font: Idescat            |                  |

| 1497 f | 1515 f | 1553 f | 1717 | 1787 | 1857  | 1877  | 1887  | 1900  | 1910  |
| ------ | ------ | ------ | ---- | ---- | ----- | ----- | ----- | ----- | ----- |
| 44     | 42     | 49     | 358  | 370  | 1.252 | 1.388 | 1.473 | 1.239 | 1.367 |

| 1920  | 1930  | 1940  | 1950  | 1960  | 1970  | 1981  | 1990  | 1992  | 1994  |
| ----- | ----- | ----- | ----- | ----- | ----- | ----- | ----- | ----- | ----- |
| 1.708 | 1.326 | 1.210 | 1.327 | 1.725 | 2.525 | 2.577 | 2.567 | 2.543 | 2.543 |

| 1996  | 1998  | 2000  | 2002  | 2004  | 2006  | 2008  | 2010  | 2012  | 2014  |
| ----- | ----- | ----- | ----- | ----- | ----- | ----- | ----- | ----- | ----- |
| 2.656 | 2.667 | 2.681 | 2.743 | 2.832 | 3.100 | 3.272 | 3.442 | 3.580 | 3.624 |

| 2016  | 2018  | 2020  | 2022  | 2024  | 2026 | 2028 | 2030 | 2032 | 2034 |
| ----- | ----- | ----- | ----- | ----- | ---- | ---- | ---- | ---- | ---- |
| 3.607 | 3.608 | 3.668 | 3.728 | 3.710 | -    | -    | -    | -    | -    |

## Punts d'interès
- Castell d'Òdena

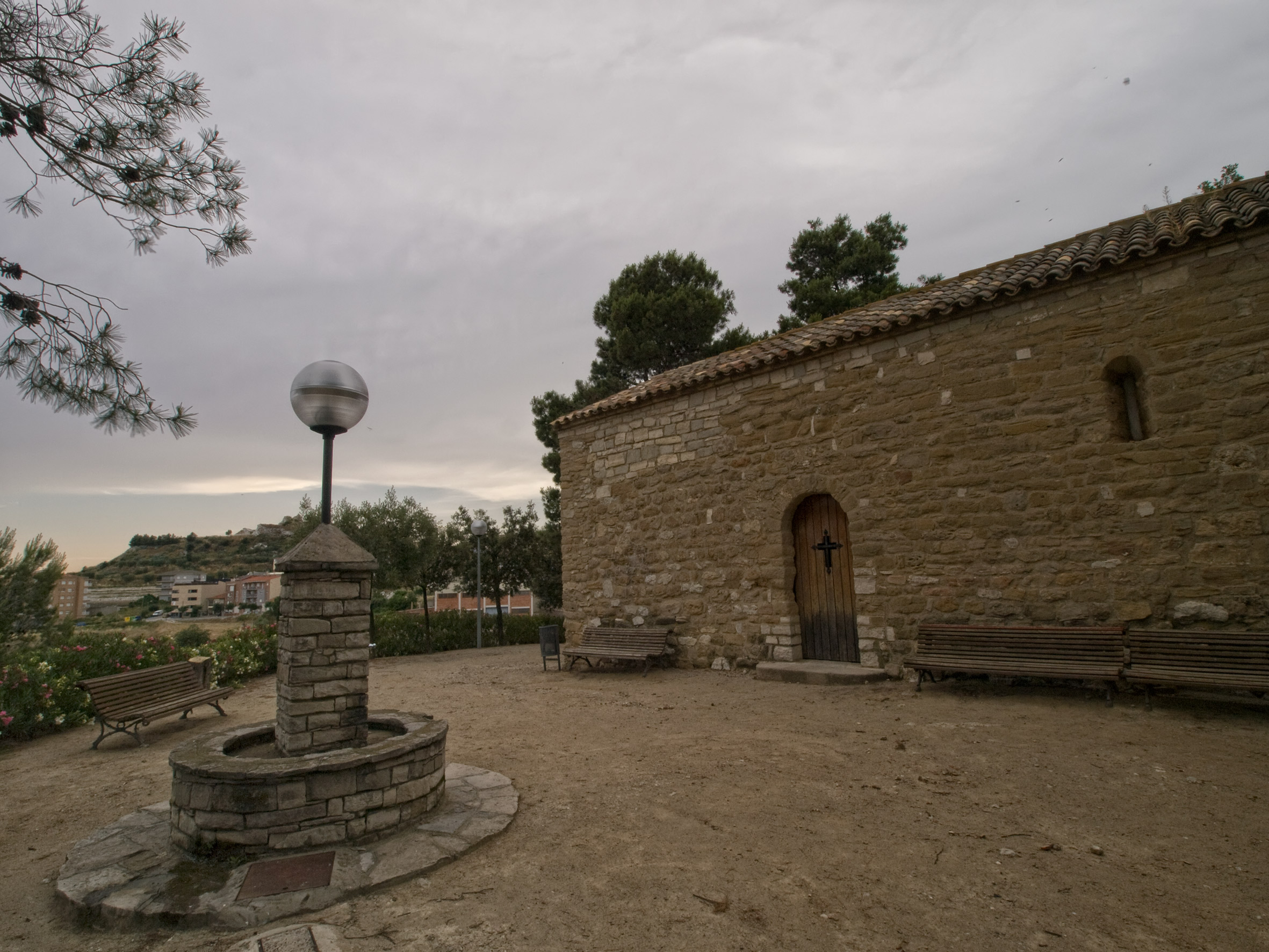
Església romànica de Sant Miquel

- Església romànica de Sant Miquel d'Òdena
- Església parroquial de Sant Pere
- Vil·la romana de l'Espelt
- Caves Bohigues de Can Macià
- Teuleria romana
- Font de Cal Enrich
- Font de Can brunet

## Transports
La A-2 és la via principal situada al sud del poble. També hi ha la C-37 que comunica amb Manresa. Al sud hi trobem la C-15 que comunica amb Vilafranca del Penedès.
A l'extrem del terme municipal està situat l'Aeròdrom d'Igualada-Òdena General Vives, que es transformarà properament en l'Aeroport Corporatiu Empresarial d'aviació privada amb capacitat per operar amb vols de curta, mitjana i llarga distància, majoritàriament a Europa i Espanya. A l'aeròdrom hi ha l'única fàbrica de globus aerostàtics que existeix a Espanya, i la segona del món per xifra de negocis: Ultramagic.
La comunicació amb Igualada mitjançant el transport públic s'agafa a la parada situada al centre del poble, on de mitjana 5 autobusos al dia realitzen el trajecte Òdena-Igualada i viceversa. Per anar a Manresa només hi ha dos busos diaris els dies laborables

## Entitats

### Comissió Jove d'Òdena Gargantua Odenenca
La Comissió Jove d'Òdena Gargantua Odenenca és una associació des del 2021 quan la comissió Jove d'Òdena va constituir-se com associació juvenil sense ànim de lucre.

##### Els objectius de l’Associació són
- Representar les persones joves del Municipi d’Òdena.
- Dinamitzar la joventut.
- Assolir la Cohesió Social de la joventut d’Òdena. Promoure el Feminisme i els Valors de la Igualtat, l'Equitat, el Respecte i la Convivència.

##### Per aconseguir les seves finalitats, l’associació realitza les activitats següents
- Col·laborar amb l’Ajuntament d’Òdena en tot allò que l’Entitat entengui prioritari i que afecti als i les joves del Municipi.
- Realitzar reunions periòdiques per debatre qüestions socials que afectin al jovent del Municipi d’Òdena.
- Realitzar activitats dirigides als i les joves del Municipi d’Òdena tals com assemblees, activitats de lleure, cursos de formació, tallers, etc.

En virtut dels anteriors objectius i activitats estatutàries l’àmbit d’actuació principal és el Municipi d’Òdena i el seu Jovent tot i que algunes activitats també tenen repercussió comarcal i en altres grups d’edat.

#### Creació
L’any 2018 l'Ajuntament d’Òdena crea la Comissió Jove d’Òdena per mandat del Pla Local de Joventut 2017-2020. L’objectiu d’aquesta comissió era comptar amb representació suficient del jovent del municipi per tal de comptar amb participació en el moment de dissenyar i implementar polítiques públiques sectorials. Arran de la consolidació d’aquest grup de joves (unes 30 persones) i els èxits de les seves actuacions es decideix constituir aquesta comissió en associació juvenil per tal de tenir plena autonomia. Això no obstant la relació amb l’Ajuntament d’Òdena s’ha anat intensificant.

#### Procés Constituent
El procés constituent es va iniciar a finals de 2020 amb l'elecció d'una junta rectora constituent encarregada de vetllar provisionalment per la redacció dels estatuts i el registre de l'entitat. El procés constituent va finalitzar el 27 de juny de 2021 amb la celebració d'una Assemblea Fundacional. L’entitat va ser incorporada en el Registre d’Associacions del Departament de Justícia el 10 de desembre de 2021, amb la denominació «Associació Juvenil Comissió Jove d’Òdena» i amb nom “comercial” «Comissió Jove d’Òdena Gargantua Odenenca» com una entitat sense ànim de lucre..
Durant el primer trimestre del 2022 es van fer les gestions per incorporar la nova entitat en el Registre Municipal d'Entitats de l'Ajuntament d'Òdena.

#### Funcionament
L'Associació te un funcionament basat en els processos de decisió assamblearis. Cal distingir 2 òrgans de gestió la Junta Directiva i l'Assemblea General:
- L'Assemblea General: és l'òrgan suprem de l'entitat. En ella estan representats de forma individuals tote les perosnes sòcies de l'entitat i tots i totes les joves d'entre 12 i 30 anys no associats/des que vulguin assistir-hi. Les sessións assambleàries estan obertes a tots els i les joves del Municpi d'Òdena.
- La Junta Directiva: aquest òrgan estroba dividit en dues Seccions. De forma general s'encarreguen de la representació i gestió regular de l'entitat. Són els òrgans encarregats d'executar allò que l'Assemblea General ha decidit. Les dues Seccions tenen tasques de diferent naturalesa:
  - La Secció Permanent de la Junta Directiva: conformada per la Presidència, la Secrateria, la Tresoreria i dues Vocalies. S'encarrega de la representació màxima de l'entitat, el control de les sessions, el control normatiu i pressupostari i totes les tasques executives pròpies de les Juntes Directives.
  - La Secció Oberta de la Junta Directiva: conformada pels membres de la Secció Permanent i pels assambleistes que volen implicar-se en la gestió diària. És per tant un Grup de Treball permanent amb representació de l'Assemblea General, encarregat del suport en les presses de decisió i l'organització de les activitats.

Un cop l'any es convoca una Asseblea General Extraordinària per escollir, d'entre els socis i socies majors de 14 anys i menors de 30 anys, la Presidència, la Secrateria, la Tresoreria i les dues Vocalies. També poden formar part de l'entitat els joves d'entre 12 i 14 anys (amb capacitat limitada en els processos electorals) així com persones majors de 30 anys (també amb capacitat limitada en els processos electorals). Des del 2019 s'han escollit 5 Seccions Permanents, 3 des de la constitució com a entitat.